# 今野真帆
今野 真帆（こんの まほ、2005年12月20日 - ）は、埼玉県出身の女子サッカー選手。ポジションはミッドフィールダー。

## 来歴

### クラブ
2024年に浦和レッズ・レディースのユースチームから日本体育大学に進学。日体大SMG横浜でもプレーしている。

### 代表
2022年9月に、U-17女子ワールドカップに臨むU-17日本代表に選出された。大会では3試合に先発出場した。

## 代表歴
- U-17日本代表
  - 2022 FIFA U-17女子ワールドカップ; ベスト8（3試合出場）